# Tiroteo en escuela de Moscú en 2014
El tiroteo en la escuela de Moscú empieza el 3 de febrero de 2014, un estudiante de la secundaria llamado Serguey Gordeyev (en ruso Сергей Гордеев, también transcrito como Serguei Gordeev) abrió fuego en la escuela № 263 de Moscú, Rusia, matando a dos personas e hiriendo a otra. Gordeyev luego tomó 29 estudiantes como rehenes y luego se entregó a las autoridades. Es el segundo tiroteo en una escuela en Rusia, la primera fue la crisis de los rehenes de la escuela de Beslan.

## Tiroteo

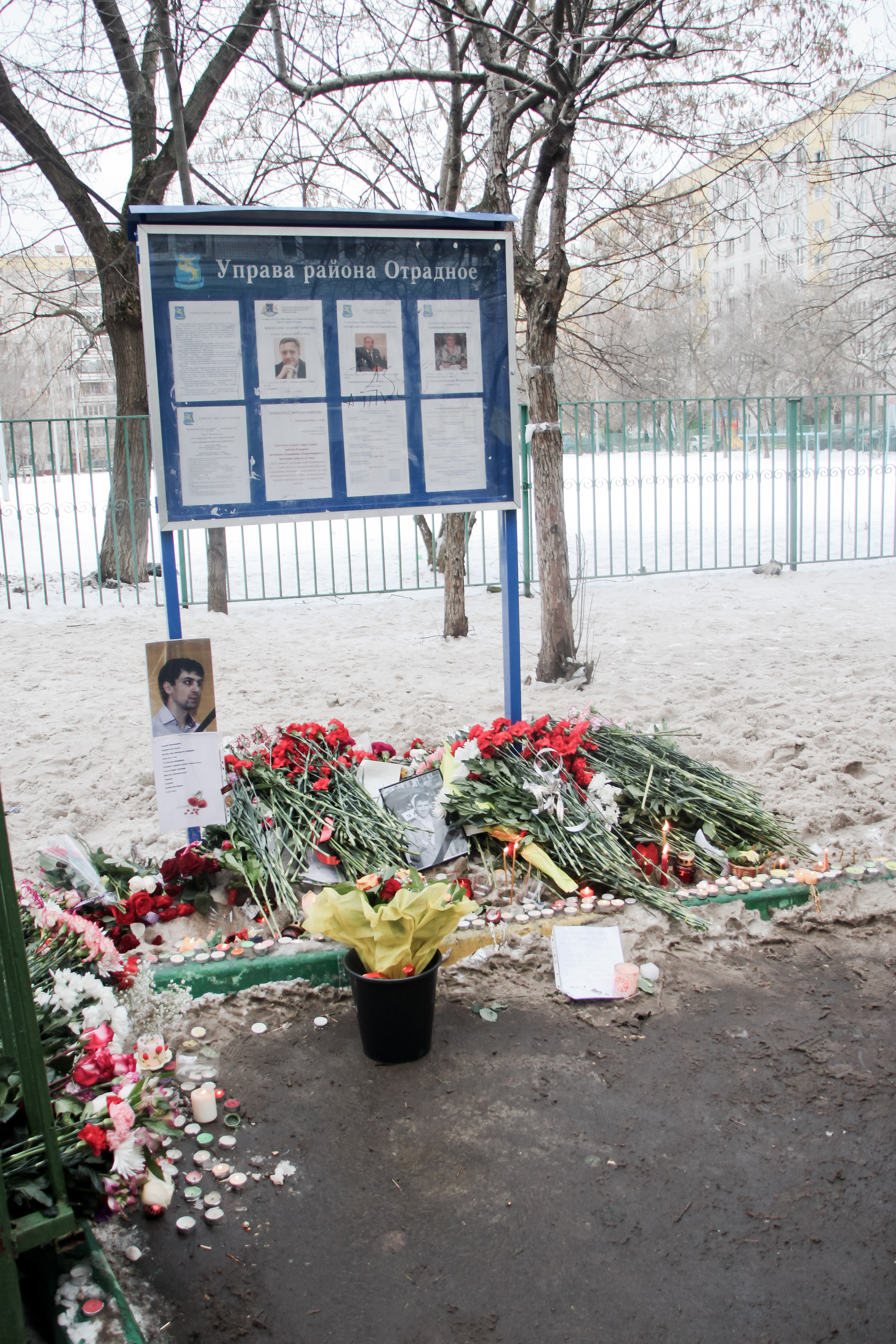
Un memorial improvisado por la gente en memoria de los muertos durante el tiroteo cerca de la escuela.

A las 12:54 em, Gordeev, ocultando sus armas con un bolso y un abrigo de piel, se fue a su escuela armado con un rifle Tikka T3 y una pequeña Browning calibre japonés BAR M1918 que pertenecía a su padre. Amenazó al guardia de seguridad y se fue a su clase de geografía, donde baleó a su maestro, de 29 años de edad, Andrey Kirillov (en ruso: Андрей Кириллов). Luego, tomó la clase con 29 alumnos como rehenes. Gordeyev le disparó como respuesta a la policía en la escuela, matando al suboficial Serguey Bushuyev, de 38 años, e hiriendo al Sargento Mayor Vladimir Krojin, de 29. Las Fuerzas Especiales llegaron a la escuela y su padre fue llevado a la escuela con un chaleco a prueba de balas para hablar con Gordeyev, que luego liberó a los rehenes y fue capturado.

### Reacciones
El presidente ruso Vladímir Putin llamó a este incidente como una tragedia y pidió que se de la atención a la educación de los niños y el control de armas.
El portavoz del Comité de Investigación de Rusia, Vladimir Markin habló con el periodista diciendo que creía que el estudiante, de 15 años de edad, Serguey Gordeyev, sufría de un trastorno emocional. Tuvo un récord excelente en la escuela y no tuvo conflictos aparentes anteriores, ya sea con los maestros o compañeros de clase.